# Franz Lotze
Franz Wilhelm Lotze (* 27. April 1903 in Amelunxen; † 23. Februar 1971 in Münster) war ein deutscher Geologe und von 1948 bis 1968 Direktor  des Geologisch-Paläontologischen Institutes der Westfälischen Wilhelms-Universität Münster.
Lotze studierte in Göttingen, wo er 1928 für die Arbeit „Der Mitteldevon des Wennetals nördlich der Elsper Mulde“ promoviert wurde. 1932 wurde er Professor an der Humboldt-Universität Berlin. 1937 bis 1941 erkundete er in Spanien, Portugal und Marokko Lagerstätten.
Er erforschte die geologischen Eigenschaften Spaniens (unter anderem Stratigraphie des Kambriums und Präkambriums) sowie die Bedingungen für Kohle- und Salzbergbau in Deutschland. Er bearbeitete das Standardwerk über die Geologie Mitteleuropas von Paul Dorn, das zuerst 1951 erschien.
1941 bis 1945 leitete er die Geologische Bundesanstalt in Wien (damals Zweigstelle Wien des Reichsamts für Bodenforschung).
Lotze war seit 1939 Mitglied der Leopoldina. 1955 erhielt er die Hans-Stille-Medaille. Zu seinen Doktoranden zählt Roland Walter. In der Antarktis trägt der Lotzegletscher seinen Namen.

## Schriften
- Geologie, Berlin, De Gruyter, Sammlung Göschen, 5. Auflage 1973 (zuerst 1955)
- mit Paul Dorn: Geologie Mitteleuropas, Schweizerbart, 4. Auflage 1971 (7. Auflage 2007 von Roland Walter völlig neu bearbeitet)
- Stratigraphie und Tektonik des keltiberischen Grundgebirges (Spanien), Abh. Ges. Wiss. Göttingen, Math-Naturwiss. Klasse, 1929
- Steinsalz und Kalisalze, Borntraeger 1957
- Zur Geologie der Senkungszone des Heiligen Meeres (Kreis Tecklenburg), Abh. Landesmuseum Naturkunde Münster, Band 18, 1957
- Er war Herausgeber des Handbuchs der stratigraphischen Geologie, Enke Verlag, ab 1959